# کاروان‌سرای ملک (کاشان)
کاروانسرای ملک (برقی) مربوط به دوره قاجار است و در کاشان، محله طمقاچیها، بازارچه ملک واقع شده و این اثر در تاریخ ۲۴ اسفند ۱۳۸۳ با شمارهٔ ثبت ۱۱۵۶۸ به‌عنوان یکی از آثار ملی ایران به ثبت رسیده است.